# Liga Nacional de Guatemala
Die Liga Nacional de Guatemala ist die höchste Spielklasse im guatemaltekischen Fußball. Sie wird von der Federación Nacional de Fútbol de Guatemala, dem Fußballverband des Landes betrieben.

## Geschichte
1919 wurde in der Liga Capitalina erstmals der guatemaltekische Fußballmeister ausgespielt. Parallel fand zwischen 1919 und 1923 die Campeonato Nacional statt, in der regionale Auswahlen gegeneinander spielten. 1931 bildete sich mit der Campeonato de la República eine Konkurrenzveranstaltung.
1942 wurde mit der Campeonato de Liga eine einheitliche Landesmeisterschaft etabliert. Sieben Mannschaften spielten jeweils zwei Mal gegeneinander, am Ende standen CSD Municipal, Tipografía Nacional und der FC Guatemala punktgleich an der Tabellenspitze. Nach Entscheidungsspielen setzte sich Municipal durch.
In den folgenden Jahren wurde die Meisterschaft unregelmäßig durchgeführt. Außerdem änderte sich mehrmals die Anzahl der teilnehmenden Mannschaften und der durchgeführte Modus. Zeitweise gab es Play-off-Spiele um den Titel, zeitweise nur Ligaspiele. 
Seit 1987 gibt es eine Entscheidungsrunde der in der regulären Saison bestplatzierten Mannschaften. Anfangs nahmen die besten vier Klubs daran teil, seit 1989 sind es die besten sechs Mannschaften.
1999 wurde die Saison wie in den meisten süd- und mittelamerikanischen Ländern in eine Frühjahrs- („Apertura“) und eine Herbstmeisterschaft („Clausura“) unterteilt. Seither gibt es keine Entscheidungsrunde in Ligenform mehr, der Meister wird im Pokalmodus mit Hin- und Rückspiel ausgespielt.
Rekordmeister ist CSD Municipal mit 31 Titeln, gefolgt von CSD Comunicaciones mit 30 gewonnenen Meisterschaften. Auf Platz drei steht der Aurora FC mit 8 Titeln.

## Modus
In der Liga Nacional de Guatemala sind zwölf Mannschaften vertreten. Diese spielen in einer ersten Runde jeweils in einem Heim- und Auswärtsspiel gegeneinander. Nachdem jede Mannschaft 22 Spiele absolviert hat, qualifizieren sich die besten sechs Mannschaften für die Endrunde. Die ersten beiden Vereine sind automatisch für das Halbfinale gesetzt, Platz drei bis sechs spielen deren Gegner aus. Die Gewinner der jeweiligen Meisterschaften qualifizieren sich für die Copa Interclubes UNCAF.
Nachdem die regulären Runden für Apertura und Clausura ausgespielt wurden, werden die Tabellen zusammengezählt. Der Tabellenletzte der akkumulierten Tabelle steigt direkt ab, Vor- und Drittletzter treten gegen den Vizemeister bzw. den Dritten der Zweitligameisterschaft, die im analogen Modus zur ersten Liga ausgespielt wird, in Relegationsspielen an.

## Aktuelle Saison 2020/21
| - CD Guastatoya - Club Xelajú MC - CSD Comunicaciones - CD Malacateco - Cobán Imperial (Pokalsieger 2019) - Antigua GFC | - CD Achuapa (Aufsteiger) - CSD Municipal (Meister Apertura 2019/20) - Deportivo Iztapa - Deportivo Sanarate - CSD Sacachispas (Aufsteiger) - Santa Lucía Cotzumalguap FC |

## Bisherige Meister (seit 1942)
| - 1942/43 CSD Municipal - 1943 Tipografía Nacional - 1944/45 Tipografía Nacional - 1947 CSD Municipal - 1950/51 CSD Municipal - 1952/53 Tipografía Nacional - 1954/55 CSD Municipal - 1956 CSD Comunicaciones - 1957/58 CSD Comunicaciones - 1959/60 CSD Comunicaciones - 1961/62 Club Xelajú MC - 1963/64 CSD Municipal - 1964 Aurora FC - 1965/66 CSD Municipal - 1966 Aurora FC - 1967/68 Aurora FC | - 1968/69 CSD Comunicaciones - 1969/70 CSD Municipal - 1970/71 CSD Comunicaciones - 1971 CSD Comunicaciones - 1972 CSD Comunicaciones - 1973 CSD Municipal - 1974 CSD Municipal - 1975 Aurora FC - 1976 CSD Municipal - 1977 CSD Comunicaciones - 1978 Aurora FC - 1979/80 CSD Comunicaciones - 1980 Club Xelajú MC - 1981 CSD Comunicaciones - 1982 CSD Comunicaciones - 1983 CD Suchitepéquez | - 1984 Aurora FC - 1985/86 CSD Comunicaciones - 1986 Aurora FC - 1987 CSD Municipal - 1988/89 CSD Municipal - 1989/90 CSD Municipal - 1990/91 CSD Comunicaciones - 1991/92 CSD Municipal - 1992/93 Aurora FC - 1993/94 CSD Municipal - 1994/95 CSD Comunicaciones - 1995/96 Club Xelajú MC - 1996/97 CSD Comunicaciones - 1997/98 CSD Comunicaciones - 1998/99 CSD Comunicaciones |

| - 1999/00 - Apertura: CSD Comunicaciones - Clausura CSD Municipal - 2000/01 - Apertura: CSD Municipal - Clausura: CSD Comunicaciones - 2001/02 - Apertura: CSD Municipal - Clausura: CSD Municipal - 2002/03 - Apertura: CSD Comunicaciones - Clausura: CSD Comunicaciones - 2003/04 - Apertura: CSD Municipal - Clausura: Cobán Imperial - 2004/05 - Apertura: CSD Municipal - Clausura: CSD Municipal - 2005/06 - Apertura: CSD Municipal - Clausura: CSD Municipal - 2006/07 - Apertura: CSD Municipal - Clausura: Club Xelajú MC - 2007/08 - Apertura: Deportivo Jalapa - Clausura: CSD Municipal - 2008/09 - Apertura: CSD Comunicaciones - Clausura: Deportivo Jalapa - 2009/10 - Apertura: CSD Municipal - Clausura: CSD Municipal | - 2010/11 - Apertura: CSD Comunicaciones - Clausura: CSD Comunicaciones - 2011/12 - Apertura: CSD Municipal - Clausura: Club Xelajú MC - 2012/13 - Apertura: CSD Comunicaciones - Clausura: CSD Comunicaciones - 2013/14 - Apertura: CSD Comunicaciones - Clausura: CSD Comunicaciones - 2014/15 - Apertura: CSD Comunicaciones - Clausura: CSD Comunicaciones - 2015/16 - Apertura: Antigua GFC - Clausura: CD Suchitepéquez - 2016/17 - Apertura: Antigua GFC - Clausura: CSD Municipal - 2017/18 - Apertura: Antigua GFC - Clausura: CD Guastatoya - 2018/19 - Apertura: CD Guastatoya - Clausura: Antigua GFC - 2019/20 - Apertura: CSD Municipal - Clausura: abgebrochen... - 2020/21 - Apertura: CD Guastatoya - Clausura: Santa Lucía Cotzumalguap FC | - 2021/22 - Apertura: CD Malacateco - Clausura: CSD Comunicaciones - 2022/23 - Apertura: Cobán Imperial - Clausura: Club Xelajú MC - 2023/24 - Apertura: CSD Comunicaciones - Clausura: CSD Municipal - 2024/25 - Apertura: - Clausura: |

Quelle: rsssf.org

## Nachweise
1. ↑  Archivierte Kopie (Memento des Originals vom 9. Dezember 2006 im Internet Archive)  Info: Der Archivlink wurde automatisch eingesetzt und noch nicht geprüft. Bitte prüfe Original- und Archivlink gemäß Anleitung und entferne dann diesen Hinweis.
2. ↑  https://www.rsssf.org/tablesg/guatchamp.html